# KerPlunk (jeu)
Ne doit pas être confondu avec l’album de musique Kerplunk!.

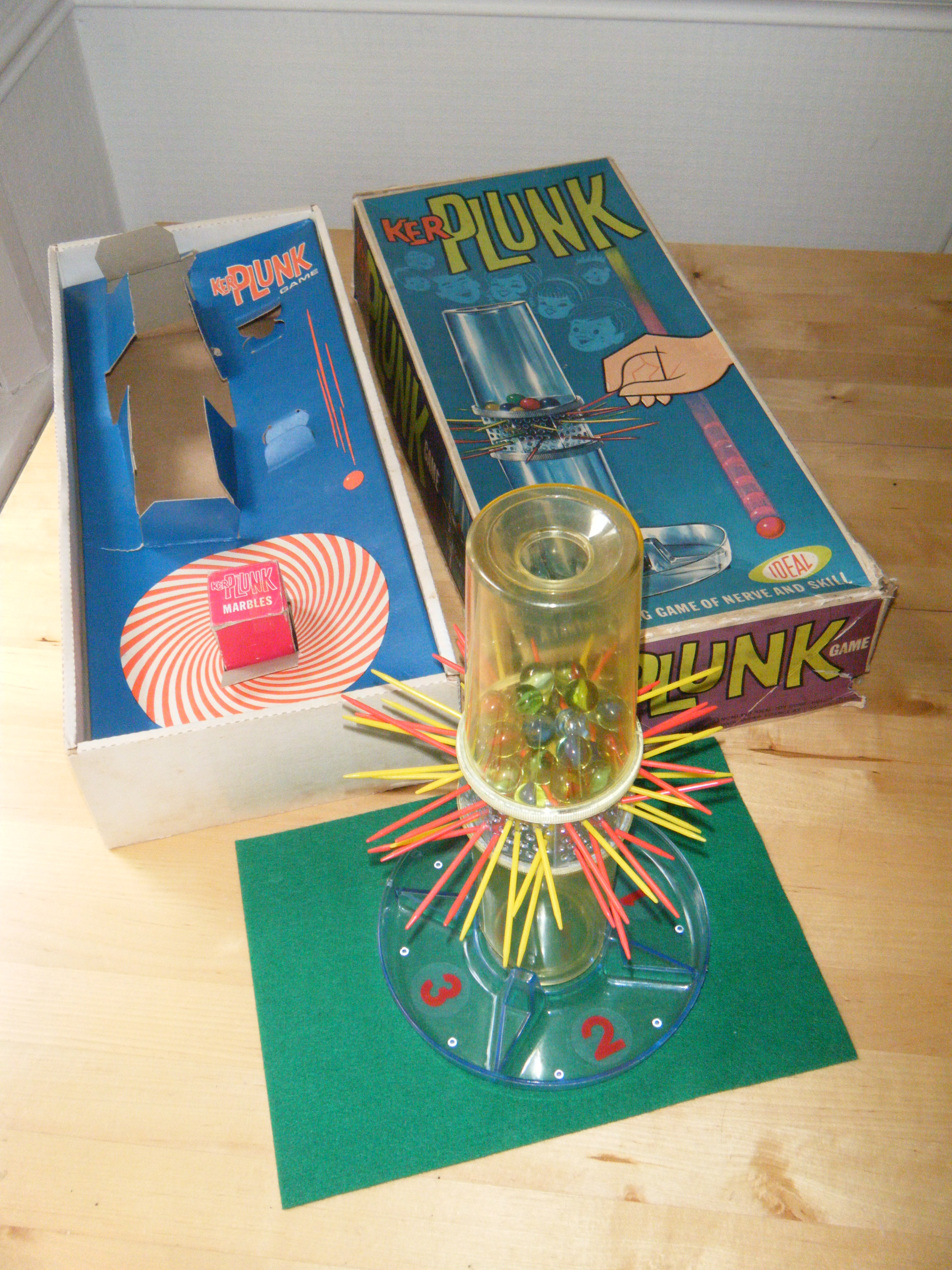
Édition originale britannique de KerPlunk (1967).

KerPlunk est un jeu de société d'abord commercialisé par la firme Ideal Toy Company en 1967. Le jeu se compose d'un tube en plastique transparent, d'un ensemble d'une trentaine de tiges en plastique jaune et rouge, et de quelques dizaines de billes. La base se compose de quatre réceptacles numérotés. Les pailles sont passés à travers les trous de part et d'autre du tube pour former un treillage. Les billes sont ensuite placées dans la partie supérieure du tube et maintenues en place par les pailles enchevêtrées. Le nom du jeu est une onomatopée anglomorphe évoquant le bruit des billes tombant à la base du tube au cours de la partie.
Lorsque c'est à son tour de jouer, un joueur doit faire pivoter le tube de façon que le trou situé à sa base soit aligné avec le réceptacle qui lui a été attribué. Il doit ensuite extraire une des pailles en essayant de minimiser le nombre de billes qui tombent à travers le maillage jusque dans son réceptacle. Une fois qu'un joueur a touché une paille, il est tenu de la retirer. Une fois toutes les billes tombées, le joueur en ayant le moins remporte la partie.
Le jeu est fabriqué et commercialisé par la Milton Bradley Company au Royaume-Uni et par Mattel aux États-Unis. Dans l'édition contemporaine du jeu, le tube, originellement de couleur jaune, est rose ou bleu.
Plusieurs modèles ont été édités, dont une édition spéciale Toy Story, avec un tube en forme de fusée et des petits hommes vert à la place des billes, et une édition de voyage disposant d'un tube pliable.
Un autre jeu a également été publié sous le nom de KerPlunk 2. Les règles sont les mêmes, sauf que les billes contenues dans le jeu sont colorées et dévalent le long d'une gouttière en spirale avant de finir leur course dans un réceptacle. Cette édition comporte également un jeu de lumières scintillantes et des effets sonores.